# キューピーさん
キューピーさんは、日本の童謡である。作詞は葛原しげる、作曲は弘田龍太郎。

## 概要
キューピー人形を題材とした楽曲。
国立国会図書館には歴史的音源として木下良子盤、田口敏子盤（共に発売年不明）、松本俊枝盤（1950年）の音源が所蔵されている。
大正時代と昭和初期に作られた同名異曲には、菅沼禮子詞・田島喜代子曲の作品、中村雨紅詞・山本正夫曲の作品、戸倉ハル詞・渡邊浦人曲の作品がある。
なお、キューピーの目が大きいのは歌詞のように驚いているからではなく、アメリカ人の子供がモデルだからである。